# Futbol a Andorra

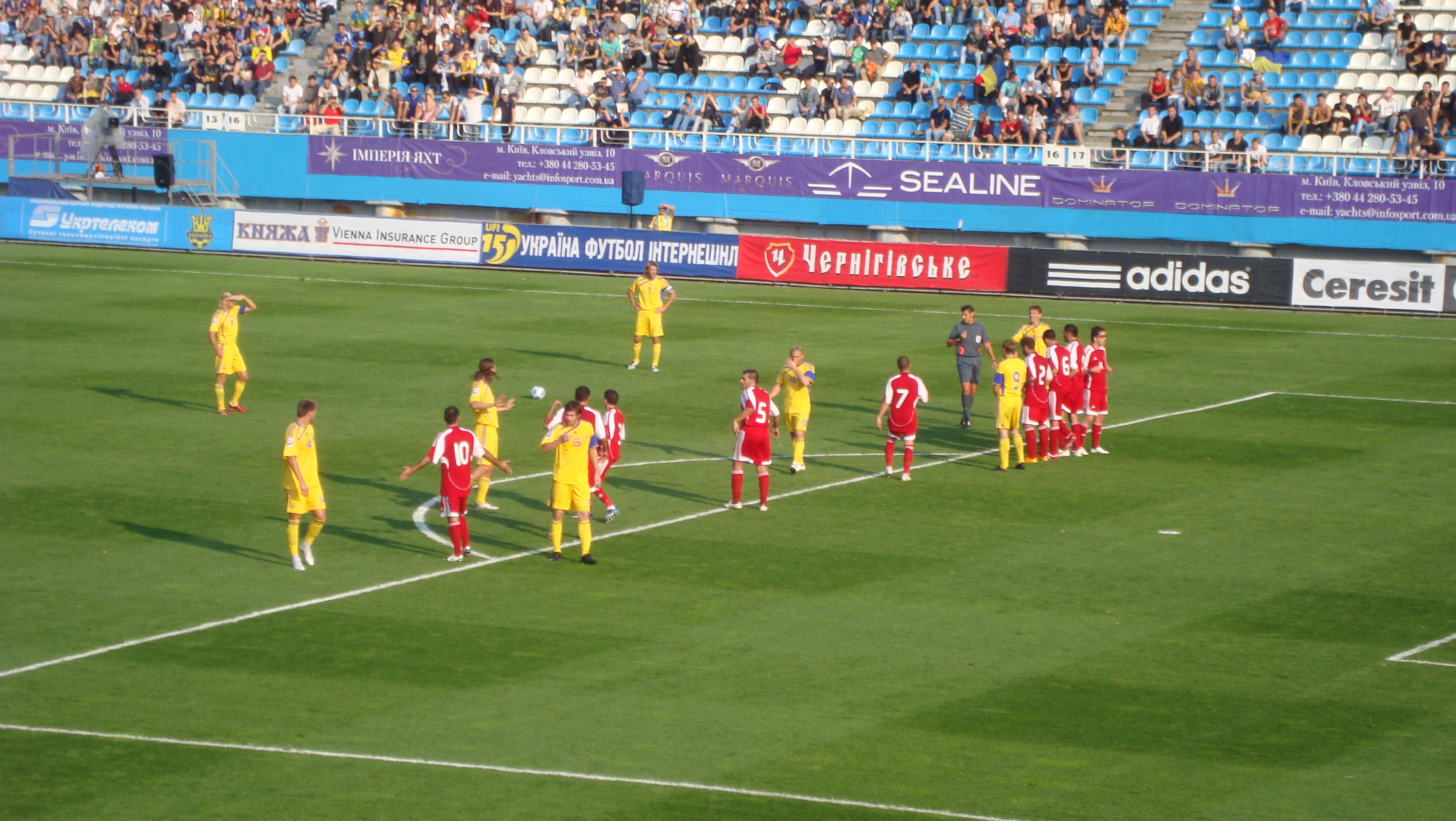
Ucraïna vs Andorra - 5 de setembre de 2009.

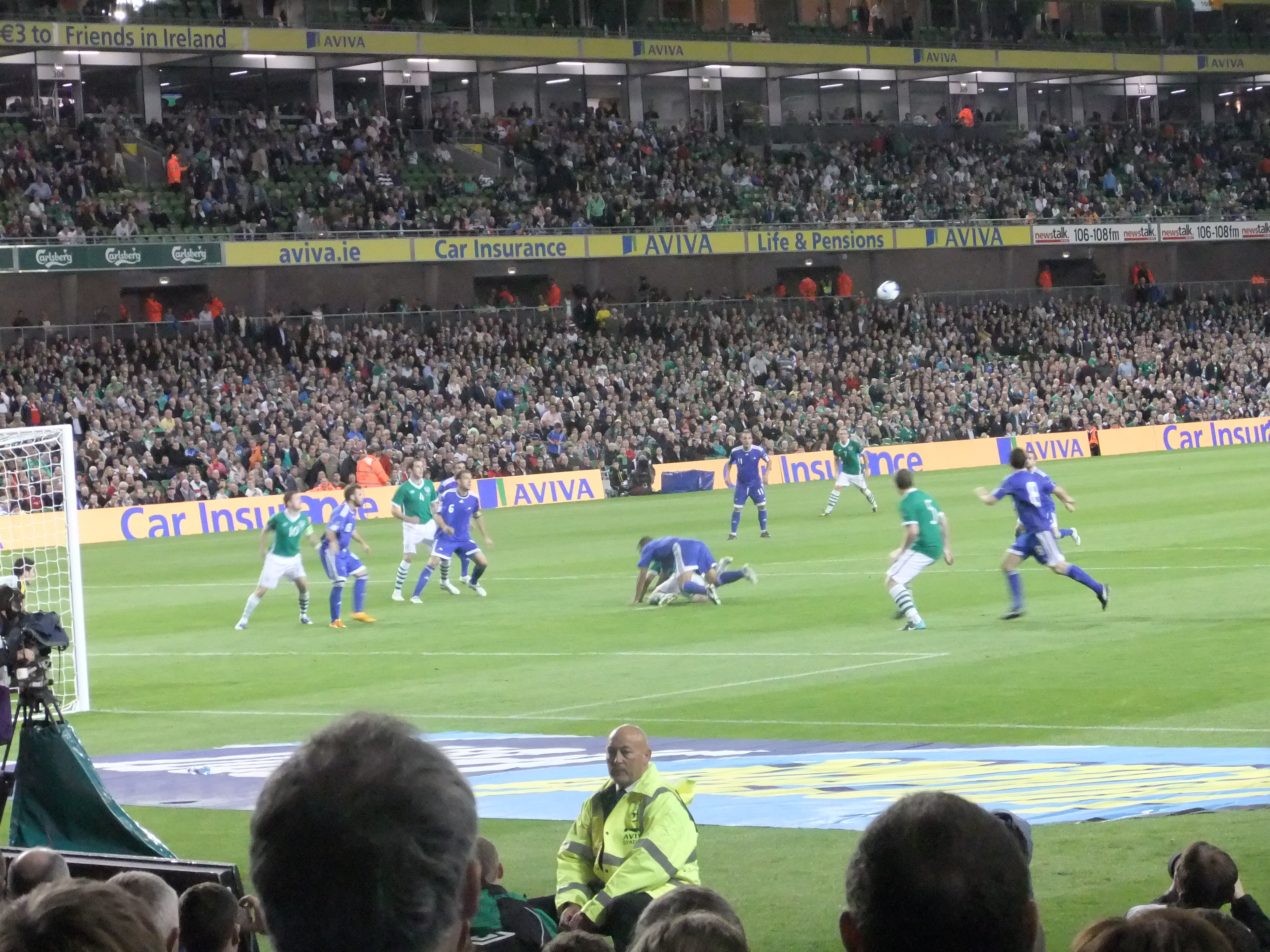
Irlanda vs Andorra - 7 de setembre de 2010.

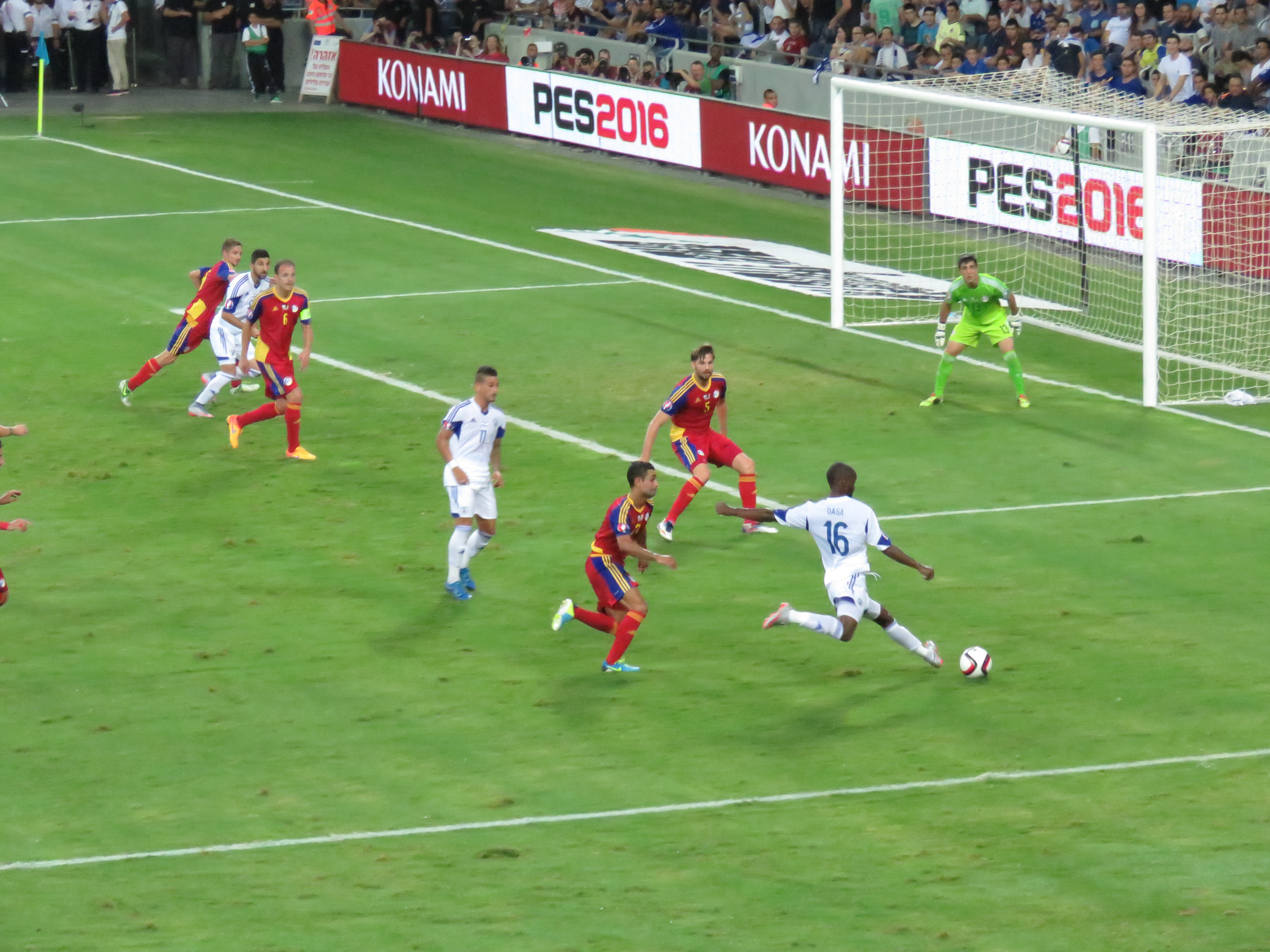
Israel vs Andorra - 3 de setembre de 2015.

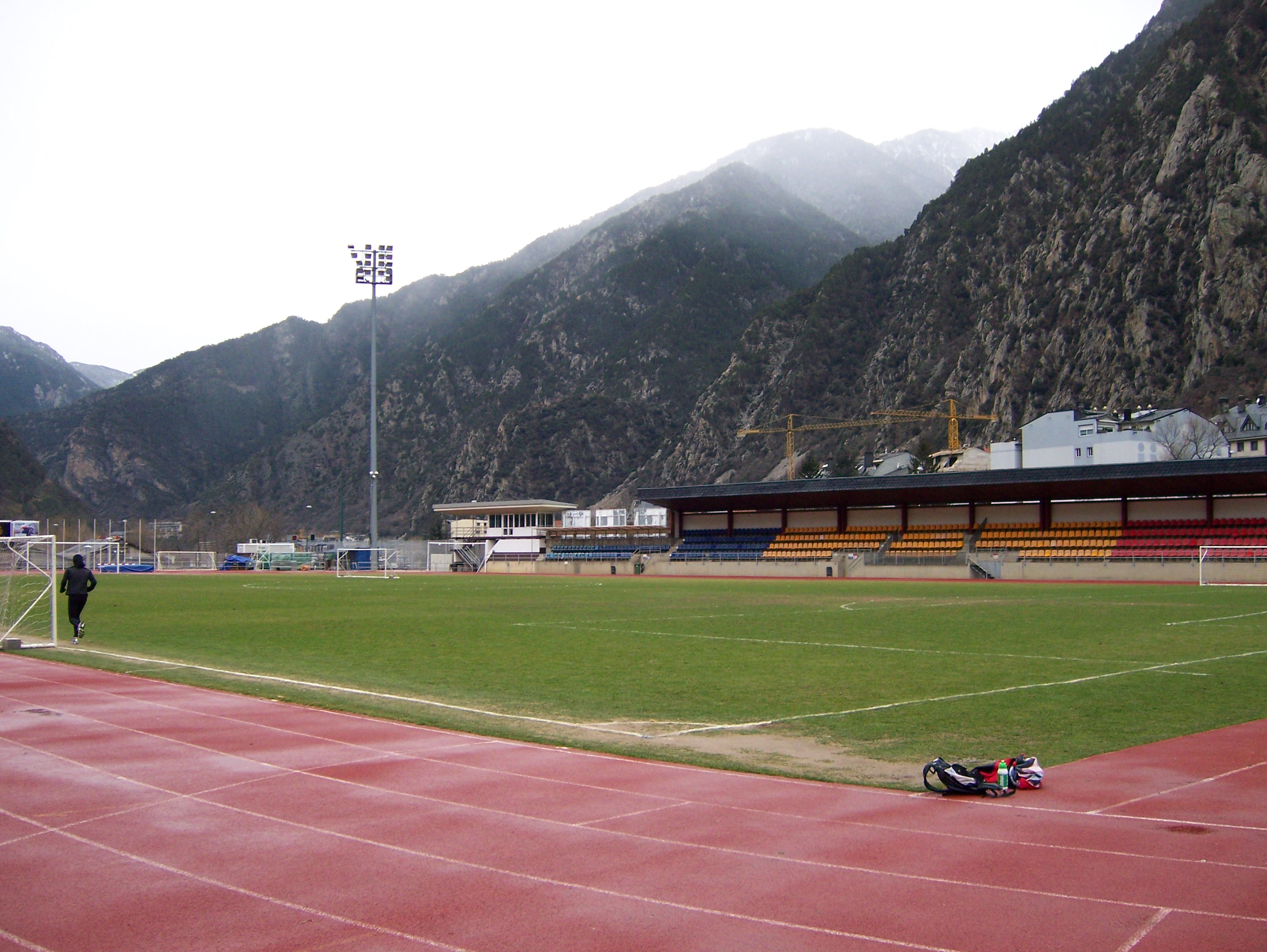
Estadi Comunal.

El club més important del Principat ha estat el Futbol Club Andorra, nascut el 15 d'octubre de 1942 a l'escalf del col·legi Meritxell. Participa en les categories de la Federació Catalana de Futbol a la que està afiliat. Ha participat diversos anys a la Segona Divisió B del futbol espanyol i el seu èxit més important ha estat el títol de la Copa Catalunya de la temporada 1993-94, després de derrotar per 2 a 1 el Barcelona a semifinals i l'Espanyol en els penals per un resultat global de 4 a 2 a la
final disputada l'estadi Municipal de Vilassar de Mar, després d'empatar a zero en el temps reglamentari.

## Història
Després que el referèndum constitucional del 1993 donés com a resultat la independència de l'Estat, es va fundar la Federació Andorrana de Futbol el 1994. La FAF va ser admesa a la FIFA i la UEFA el 1996, el mateix any en què es va organitzar la selecció nacional. El país està representat al futbol d'associació per la selecció nacional de futbol d'Andorra. La selecció nacional masculina va jugar el seu primer amistós al Camp d'Esports d'Aixovall el 13 de novembre de 1996, perdent davant d'Estònia per 1-6. L'equip va aconseguir la seva primera victòria en competició en un partit de classificació per al Campionat d'Europa l'11 d'octubre del 2019, contra Moldàvia. Des de llavors, la selecció nacional ha aconseguit set victòries, una contra Albània, Belarús, Hongria, Liechtenstein, Macedònia del Nord, Moldàvia i San Marino. És una de les seleccions més penalitzades d'Europa, havent rebut més targetes vermelles i grogues en la fase de classificació per a la Copa Mundial de la FIFA 2006 que qualsevol altre equip. El CE Principat va ser el primer equip andorrà a representar la nació en les competicions europees de clubs, apareixent a la primera ronda de classificació de les Copes de la UEFA 1997-98, 1998-99 i 1999-2000.

## Competicions oficials entre clubs
Categoria principal: Competicions futbolístiques a Andorra

### Lligues
Primera Divisió: és la primera divisió del futbol andorrà. Va ser fundada el 1995 i està composta per 8 clubs.
Segona divisió: és la segona divisió en el sistema de lligues andorrà. Està composta per 12 clubs, dels quals un puja directament a la Primera Divisió, i el segon classificat juga una promoció contra el penúltim classificat de la primera divisió.

### Copes nacionals
Copa Constitució: és la copa nacional del futbol andorrà, organitzada per la Federació Andorrana de Futbol.
Supercopa andorrana: competició que enfronta el campió de Lliga i el campió de Copa.

## Principals clubs
- Futbol Club Andorra (Andorra la Vella)
- Club Esportiu Principat (Andorra la Vella)
- Futbol Club Santa Coloma (Santa Coloma)
- Unió Esportiva Santa Coloma (Santa Coloma)
- Unió Esportiva Sant Julià (Sant Julià de Lòria)
- Futbol Club Encamp (Encamp)
- Inter Club d'Escaldes (Escaldes-Engordany)
- Sporting Club d'Escaldes (Escaldes-Engordany)
- Futbol Club Lusitans (Andorra la Vella)
- Futbol Club Ranger's (Andorra la Vella)
- Unió Esportiva Extremenya (La Massana)
- Deportiu La Massana (La Massana)
- Unió Esportiva Engordany (Escaldes-Engordany)
- Atlètic Club d'Escaldes (Escaldes-Engordany)

Desapareguts
- Constel·lació Esportiva (Andorra la Vella)
- F.C. Casa do Benfica (La Massana)
- Racing d'Andorra (Andorra la Vella)

## Jugadors destacats
Anys 1990
- Koldo Álvarez
- Jesús Julián Lucendo
- Antoni Lima
- Ildefons Lima
- Albert Celades

Anys 2000
- Marc Bernaus
- Oscar Sonejee